# Sirward Emirsjan
Sirward „Silwa“ Emirsjan (armenisch Սիրվարդ „Սիլվա“ Էմիրզյան; * 5. Juni 1966 in Jerewan, Armenische SSR) ist eine ehemalige sowjetische Wasserspringerin aus Armenien.

## Erfolge
Sirward Emirsjan, die für Dynamo Jerewan startete, trat bei den Olympischen Spielen 1980 in Moskau im 10-Meter-Turmspringen an. In dem 17 Teilnehmerinnen umfassenden Feld erzielte Emirsjan, zu dem Zeitpunkt 14 Jahre alt, im ersten Durchgang 381,99 Punkte, womit ihr das beste Resultat aller Starterinnen gelang. Die Hälfte der Vorrundenpunkte wurden ins Finale übernommen. Im Finaldurchgang kam Emirsjan auf 385,47 Punkte, die dritthöchste Wertung des Finals. Mit einer Gesamtpunktzahl von 576,465 Punkten schloss sie den Wettkampf hinter Martina Jäschke aus der DDR, die mit 596,25 Punkten Olympiasiegerin wurde, und vor ihrer mit 575,925 Punkten drittplatzierten Landsfrau Liana Zotadse auf dem zweiten Platz ab, womit sie die Silbermedaille gewann.
Bei den Weltmeisterschaften 1982 in Guayaquil belegte Emirsjan mit 396,18 Punkten den fünften Platz.